# Mand til alle tider (film fra 1966)
Mand til alle tider er britisk film fra 1966 instrueret af Fred Zinnemann. Filmen er baseret på teaterstykket af samme navn, som er skrevet af Robert Bolt, der er også stod bag filmens manuskript.

## Plot
Filmen udspiller i England omkring 1530. Handlingen ses fra kansler Thomas Mores synsvinkel. Den nyudnævnte kansler kan ikke godkende Henrik VIII, når han ønskede at skille sig fra sin dronning Lady Catherine, og gifte sig med Anne Boleyn og derefter blive tvunget til at bryde med den romerskkatolske kirke. En af filmens centrale scener er Kongens samtale med Thomas More uden for sit hjem i Chelsea. Thomas More er vigtig for kongen og overtalelsearbejdet vil få ham til at godkende skilsmissen. Thomas More er efter mange år i fængsel dømt til døden og henrettet. Han accepterer aldrig kongens skilsmisse fra Dronning Catherine eller hans egen udnævnelse til den britiske leder af Kirken.

## Rollebesætning
- Paul Scofield – Sir Thomas More
- Wendy Hiller – Alice More
- Leo McKern – Thomas Cromwell
- Orson Welles – Kardinal Wolsey
- Robert Shaw – Henrik VIII
- Susannah York – Margaret More
- Nigel Davenport – Hertugen af Norfolk
- John Hurt – Richard Rich
- Corin Redgrave – William Roper, d.y.
- Colin Blakely – Matthew
- Cyril Luckham – Ærkebiskop Thomas Cranmer
- Vanessa Redgrave – Anne Boleyn